# نووایا کارا
نووایا کارا (به لاتین: Novaya Kara) یک منطقهٔ مسکونی در روسیه است که در باشقیرستان واقع شده‌است.